# Бождово
Бождо̀во (Божово, Буждово) е село в Югозападна България. То се намира в община Сандански, област Благоевград.

## География
Село Бождово се намира в планински район.

## История
Следи от дейността на човека от късния период на железната епоха и античността са открити в южния край на селото в местността Гарван и местността Оградата.
Селото (Буздово) се споменава през 1365 година в инвентарен опис на манастира „Света Богородица Спилеотиса“ в Мелник, издаден от деспот Йоан Углеша, във връзка с наличието тук на поземлена манастирска собственост.
Село Бождово през годините на османската власт е чифлик на турски бейове, от които бождовските чифлигари се откупват по време на хуриета. Под името Бождово се открива в турски данъчни документи от 1659 и 1660 г. В миналото Бождово е смесено влашко-българско селище.
През XIX век Бождово се числи към Мелнишката кааза на Серски санджак. Църквата „Успение Богородично“ в селото е построена през 1859 година.
В „Етнография на вилаетите Адрианопол, Монастир и Салоника“, издадена в Константинопол в 1878 година и отразяваща статистиката на населението от 1873 година, Бождово (Bojdovo) е посочено като село с 42 домакинства и 140 българи.
В 1891 година Георги Стрезов пише за селото:
| „ | Бождово, чифлик на един Мелнички бей. Разположено е до едноименната планина, с връх Елен, на С от Мелник 3 1/2 часа. Пътят е неравен и стръмен. Планинисто място; орна земя липсува; расте само ръж. Жителите биват постоянни, българе, до 30 къщи, и временни, куцовласи, до 40 къщи. Последните слизат само лете и пролет със стадата си; българете са дърводелци. Църква и училище гръцки. Училището се отваря само лете от власите и за тях. | “ |

В 1894 година Густав Вайганд в „Аромъне“ пише: „На сѣверъ отъ Мелникъ, въ планината Алабурунъ, аромѫнскитѣ села Буждова и Лупова иматъ 300 колиби.“
Към 1900 година според изследванията на Васил Кънчов („Македония. Етнография и статистика“) селото наброява 710 жители, от които 250 българи-християни и 460 власи. Според статистиката на секретаря на Българската екзархия Димитър Мишев („La Macédoine et sa Population Chrétienne“) през 1905 година селото (Bojdovo) се числи към Мелнишка кааза. Християнското население се състои от 240 българи екзархисти и 570 власи.
Куцовласите са тук със стадата си само през лятото, защото през зимата са се отправяли към пасищата в Егейска Македония.
Като високопланинско село то служи за опора на ВМОРО. Според спомените на Яне Сандански през 1902 година в селото функционира комитет на ВМОРО с ръководител българинът Дуката. От 1903 до 1909 г. в селото има турски военен гарнизон.
При избухването на Балканската война единадесет човека от Бождово са доброволци в Македоно-одринското опълчение.

## Население

### Етнически състав
Преброяване на населението през 2011 г.
Численост и дял на етническите групи според преброяването на населението през 2011 г.:
|                     | Численост |
| Общо                | 6         |
| Българи             | 6         |
| Турци               | -         |
| Цигани              | -         |
| Други               | -         |
| Не се самоопределят | -         |
| Неотговорили        | -         |

## Личности
Родени в Бождово
- Щерьо Димитров, доброволец в четата на Иван Атанасов – Инджето през Сръбско-българската война в 1885 година[12]